# Feicheng
Feicheng léase Féi-Chéng (en chino:肥城市, pinyin:Féichéng shì) es un municipio -(o ciudad-condado) bajo la administración directa de la ciudad-prefectura de Tai'an. Se ubica al oeste de la provincia de Shandong, este de la República Popular China. Su área es de 1277 km² y su población total para 2010 fue de más de 900 mil habitantes.

## Administración
El municipio de Feicheng se divide en 14 pueblos que se administran en 10 subdistritos y 4 poblados.